# Bibliothèque municipale de Seinäjoki
La Bibliothèque municipale de Seinäjoki (en finnois : Seinäjoen kaupunginkirjasto) est un réseau de bibliothèques  à Seinäjoki en Finlande.

## Bibliothèques du réseau
Les points d'accueil du réseau sont:
- Bibliothèque principale (bâtiments Apila et Aalto)
- Bibliothèque de Nurmo
- Bibliothèque de Peräseinäjoki
- Bibliothèque d'Ylistaro
- Bibliothèque de Keski-Nurmo
- Bibliothèque de l'hôpital de Törnävä
- Bibliothèque du centre de service de Simunanranta

## Bâtiment Aalto

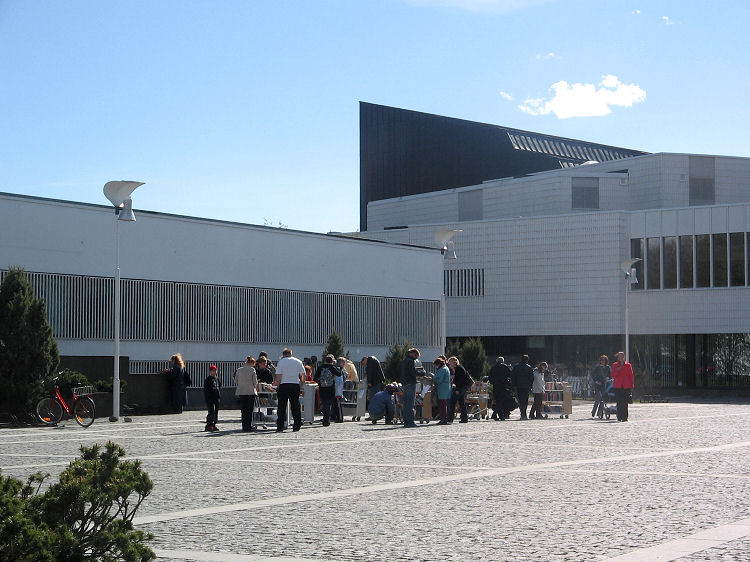
À gauche, la bibliothèque d'Alvar Aalto

La bibliothèque Aalto, construite en 1965, est l'un des six bâtiments conçus par l'architecte Alvar Aalto pour former le centre Aalto.

## Bâtiment Apila
Les activités de la bibliothèque principale ont été axées sur la bibliothèque Apila conçue par JKMM Architectes et achevée en 2012. 
Les deux bâtiments sont reliés par un passage souterrain.